# 海金子
海金子（学名：Pittosporum illicioides），又名疏果海桐，为海桐花科海桐花属下的一种灌木或小乔木，高很少超过1.5米，分布于日本、中国大陆南部和台湾。它本身可以用作景观植物，它的種子可以用来榨取工業用油，莖皮可以造紙。根、叶、种子都可以入药。